# Rossetto e caffè
Rossetto e caffè è un singolo del cantante italiano Sal Da Vinci, pubblicato il 14 giugno 2024.

## Descrizione
Il brano, pubblicato come singolo viene diffuso il 14 giugno 2024, anticipando l'uscita di un album in studio inizialmente prevista per l'autunno successivo. Il testo descrive il desiderio, la passione e l'amore. Il brano anticipa anche il tour di Sal Da Vinci UniverSaltour, che parte da Portici, il cui ricavato verrà donato all'associazione cattolica Emanuele Onlus per costruire una casa di accoglienza a Messina, nella frazione costiera di Giampilieri Marina, dove verranno accolti bambini.

## Video musicale
Il video musicale, diretto da Giuseppe Marco Albano e girato sulla Costiera sorrentina, è stato pubblicato in concomitanza all'uscita del singolo attraverso il canale YouTube del cantante e vede la partecipazione di Martina Stella e Fabio Esposito.

## Tracce
Testi di Vincenzo D'Agostino e Sal Da Vinci, musiche di Luca Barbato.
1. Rossetto e caffè – 3:12

## Successo commerciale
Il brano diventa virale su TikTok.

## Classifiche

### Classifiche settimanali
| Classifica (2024) | Posizione massima |
| ----------------- | ----------------- |
| Italia            | 3                 |

### Classifiche di fine anno
| Classifica (2024) | Posizione |
| ----------------- | --------- |
| Italia            | 38        |

## Rossetto e caffè(con The Kolors)
Nel 2025 al Festival di Sanremo in occasione della serata dedicata alle cover il brano è stato reinterpretato dai The Kolors insieme allo stesso Sal Da Vinci e la partecipazione della presenza sul palco del sassofonista Daniele Vitale. Il brano è stato pubblicato come singolo la mezzanotte del 15 febbraio 2025, ovvero alla mezzanotte successiva alla serata delle cover.

### Tracce
Testi di Vincenzo D'Agostino e Sal Da Vinci, musiche di Luca Barbato, Alex Fiordispino e Dario Iaculli.
1. Rossetto e caffè (con The Kolors) – 3:15